# Storyville Records (USA)
Storyville Records war ein US-amerikanisches Jazz-Plattenlabel, das in den 1950ern bis Mitte der 1960er Jahre bestand.
Das Jazzlabel Storyville Records wurde 1951 von dem Impresario George Wein gegründet und betrieben; es entwickelte sich aus dem gleichnamigen Jazzclub Storyville, den Wein im Jahr zuvor eröffnet hatte. Der Storyville-Katalog enthält vor allem Mitschnitte aus dem Club und auch Studioaufnahmen, so 7-inch-EPs und Alben von Toshiko Akiyoshi, Ruby Braff, Jackie Cain & Roy Kral, Sidney Bechet, Joe Newman, Lee Konitz, Serge Chaloff und Zoot Sims/Bob Brookmeyer (Tonite´s Music Today, 1956). Das Label war vorwiegend Mitte der 1950er Jahre aktiv; danach verlagerte George Wein seine Aktivitäten auf die Organisation des Newport Jazz Festivals und in andere Bereiche. Das Label hat keine Verbindung mit dem dänischen Label Storyville Records.